# Хатам

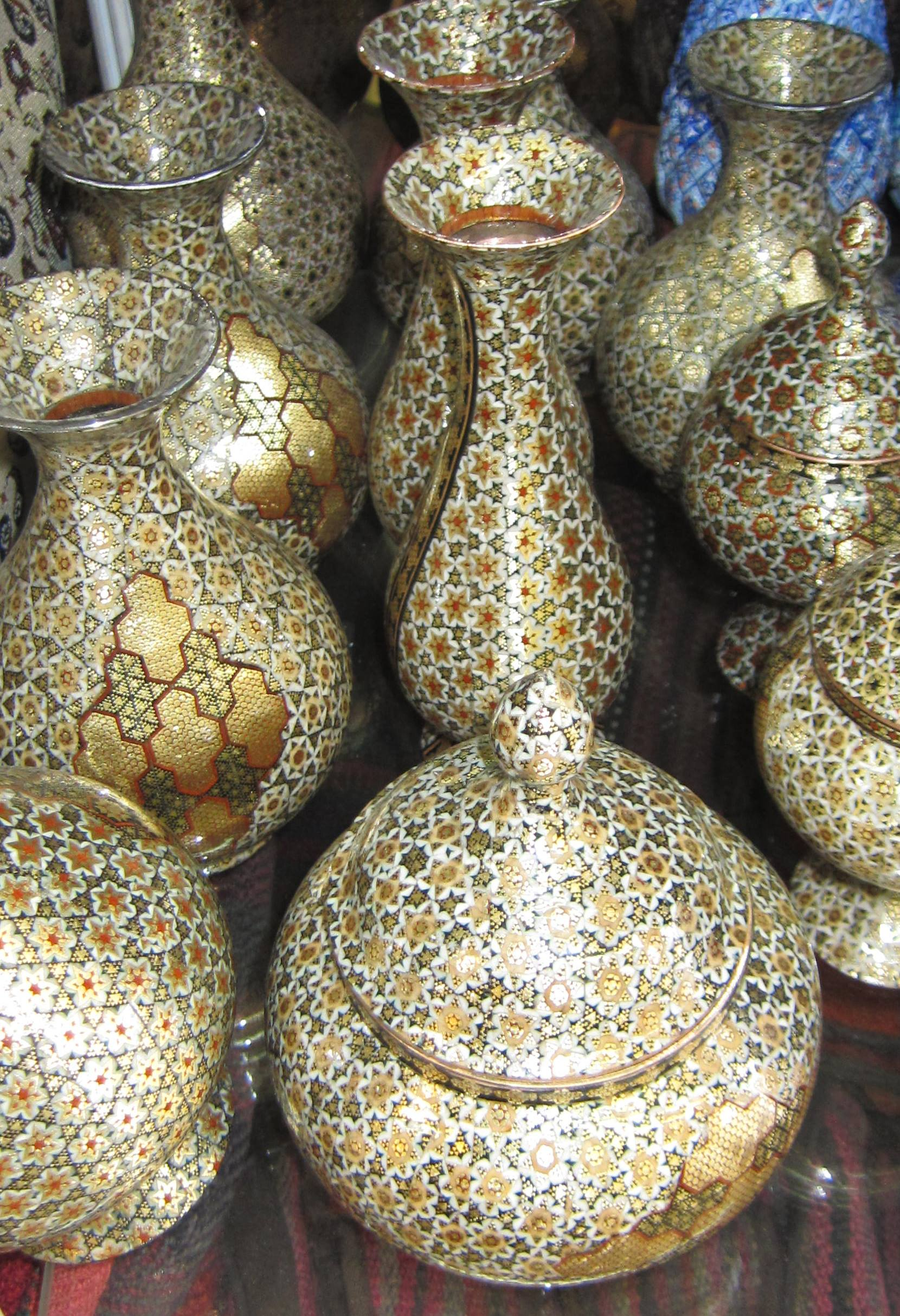

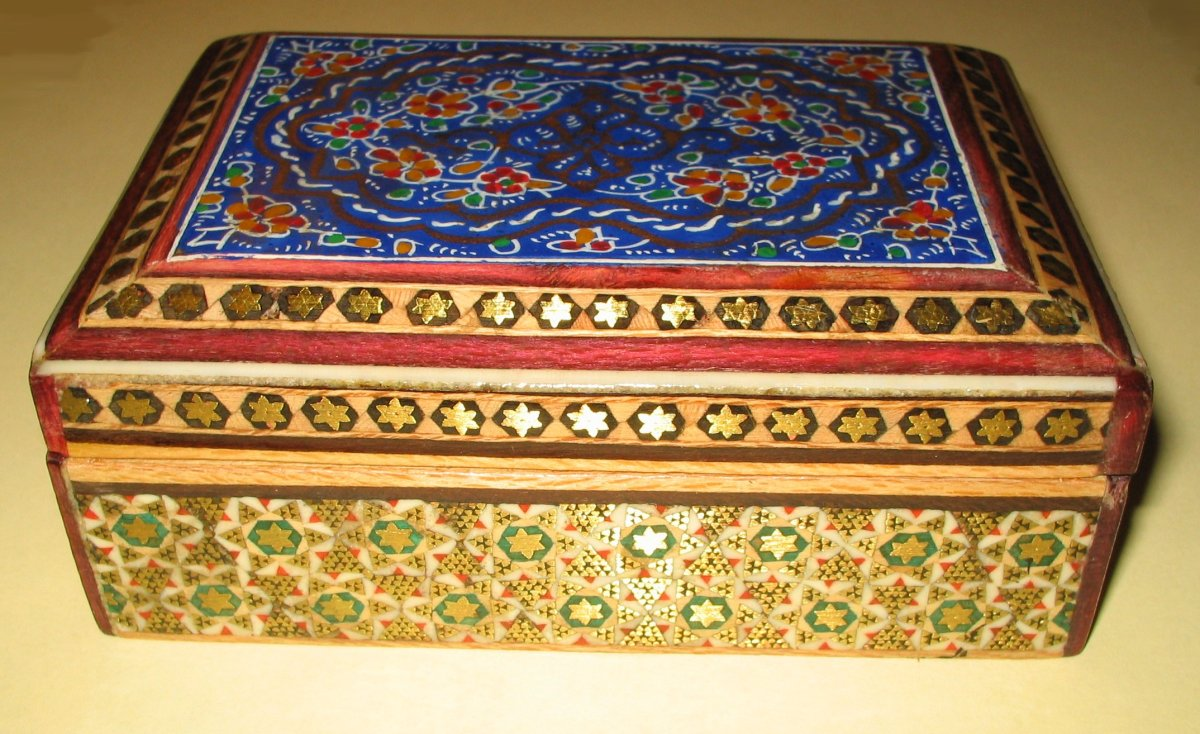

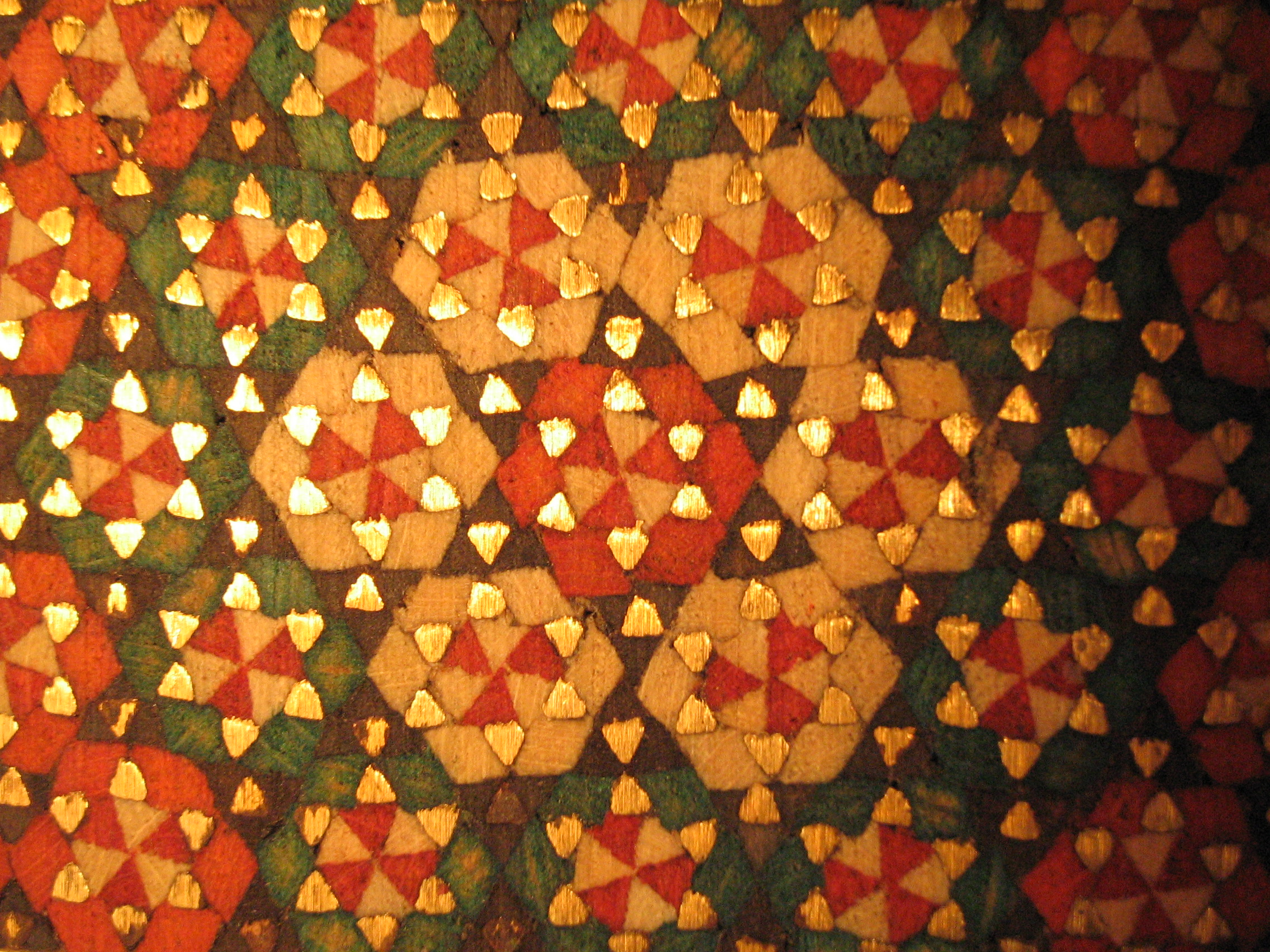

Хатам (перс. خاتم‌کاری‎ , Khatam-kari или (перс. خاتم‌بندی‎, khatam-bandi) — древняя персидская техника инкрустации по дереву. Особый вид мозаики, где сложный геометрический узор, в основе которого треугольники, создается путем приклеивания к деревянной или иной поверхности изделия тонких пластин, изготовленных из дерева, кости и металла. Таким способом украшают практически любые предметы — от дверей и рам до шкатулок и шариковых ручек. Золото, серебро, латунь, алюминий, медь и витая металлическая нить являются сопутствующими материалами, используемыми в этом виде искусства.

## История
Данная традиция мозаики возникла в Иране в древние времена. В персидской энциклопедии говорится: «точный период появления данного вида искусства неизвестен, а то, на что указывают источники, связано с легендой. Некоторые мастера до сих пор считают, что искусство хатам отождествляется с чудом пророка Ибрахима (Авраама)». Первые небольшие узоры из хатама удалось найти на переплете Корана, который относится к VIII веку н. э.
Своего наивысшего развития данный вид искусства достиг в эпоху правления династии Сефевидов (XVI—XVII века).
Двери, сундуки, шкатулки и ларцы, нарды и шахматы, рамы, подставки для Корана, письменные приборы украшались шестигранными узорами из маленьких равносторонних треугольников. Узоры также бывают пяти-, восьми- и десятигранными, но именно шестигранники остаются наиболее популярными.
Искусство хатам продолжило развиваться после Исламской революции 1979 года в мастерских, подведомственных Министерству культуры и высшего образования. Существует также немалое количество частных мануфактур.
Центрами по производству хатама в Иране считаются такие города как Исфахан, Шираз и Тегеран.

## Способ изготовления
Для инкрустации используется следующие материалы:
- дерево: апельсиновое, бетель, эбеновое, орех, кипарис, ююба, сосна и некоторые другие разновидности. Орех и эбеновое дерево позволяют получать черные треугольники. Коричневые делают из апельсинового дерева, а из окрашенного иногда получают черные, желтые или красные треугольники. Для более дорогих изделий используется ююба;
- кость: верблюжья, слоновая и коровья. Из кости делают белые треугольники;
- металлические нити (2—3 мм толщиной): медь, золото и серебро[2].

Слюда, перламутр также являются материалом для инкрустации.
Создание мозаичных изделий является весьма сложным и длительным процессом (насчитывается до 400 этапов).
Создание хатама начинается с подбора необходимых материалов для работы — дерева и кости в форме трехгранных шпилек длиной 30 см, а сечением всего 1,5—2 мм. Металлическую заготовку протягивают через специальный станок, формируя подобную же шпильку. Мастер склеивает их между собой таким образом, чтобы на поперечном срезе получился разноцветный узор, напоминающий цветок. Эти узоры художник складывает произвольно, не ориентируясь на чертеж, а основываясь на собственном вдохновении. На каждый такой узор уходит до 48 заготовок. Склеенные шпильки зажимают прессом, формируя панель, которую нарезают таким образом, чтобы получить пластинку с узорами длиной 30 см, шириной 2 см, а толщиной — 1—1,5 мм. Эти пластинки тщательно зашкуривают, добиваясь гладкости.
Деревянную или медную основу изделия мастер делает заранее. Затем наноситься подготовленная аппликация при помощи специального клея. Чем меньше треугольники, чем больше их количество, чем последовательнее повторяются узоры — тем тоньше инкрустация. Качество инкрустации также напрямую связано с качеством используемых материалов.
Последним этапом является придание изделию характерного блеска и защита его от перепадов температур, мелких царапин и т. п. В эпоху правления Сефевидов применяли сосновую смолу. В XX веке использовались различные виды лака. В настоящее время готовые изделия обрабатывают полиэфирными смолами в специальных камерах. Также мастера включают в работу серебряные украшения и традиционную роспись по эмали минакари.
Одним из известных мастеров данной техники считается Мохаммад Багер-Хаким Элахи, который перенял мастерство от Санаи Хатама в Ширазе и передал знания своему младшему брату Асадулле Хаким-Элахи. В начале 1950-х годов Хаким-Элахи переехал в Тегеран, где жил и работал. В марте 2012 года он скончался. В течение всей своей жизни он создал большое количество предметов искусства в технике хатам — от небольших рам и драгоценных шкатулок до кофейных столиков, огромных люстр. Часть коллекции в настоящее время экспонируется в музеях Ирана, а то же время большинство предметов находится в частных коллекциях по всему миру.